# مؤتمر المعارضة السعودية الأول
مؤتمر المعارضة السعودية الأول: هو مؤتمر عقد في 14 يناير من عام 2003 بمبنى مجلس اللوردات في لندن

## الجهة الداعية للمؤتمر
الجهة التي دعت للمؤتمر هي المعهد السعودي في واشنطن الذي يشرف عليه المعارض السعودي علي آل أحمد ، و يعد هذا المؤتمر هو الأول في تاريخ المعارضة السعودية

## المشاركون في المؤتمر
بالإضافة للمعارض السعودي علي آل أحمد شارك في المؤتمر المعارض علي اليامي و شاركت المعارضة السعودية مضاوي الرشيد و شارك المعارض السعودي صالح الطيار و المعارض السعودي حمزة الحسن شارك أيضاً في المؤتمر الأول للمعارضة السعودية 

## مقاطعة المؤتمر
قاطعت بعض تيارات المعارضة السعودية المؤتمر ، و من ضمن المقاطعون الحركة الإسلامية للإصلاح و حزب التجديد الإسلامي